# Тролза
ЗАТ «TROLZA» (Закрите акціонерне товариство «TROLZA»), також відоме як ТролЗа, Trolza і Тролза (скорочення від «тролейбусний завод») — підприємство, що займалося випуском тролейбусів з однойменною назвою «Trolza». До 2001 року мало назву «Завод імені Урицького» (акр. ЗіУ). Розташоване в місті Енгельс Саратовської області, Росія.

## Загальні дані про підприємство
- Генеральний директор — Павло Берлін.
- Місцезнаходження — Енгельс, 1-й мікрорайон, Саратовська область, Росія.
- виробництво: тролейбуси ЗіУ і TROLZA.
- виготовлено екземплярів тролейбусів з початку виробництва: не менше 100 000.
- Обсяг виробництва: склав 880 мільйонів рублів за 2005 рік, завод обіцяє збільшити виробництво і дохід у 4.5 рази за 2008 рік.[1].
- в середньому за рік виготовлялося близько 1500 тролейбусів.

## Історія

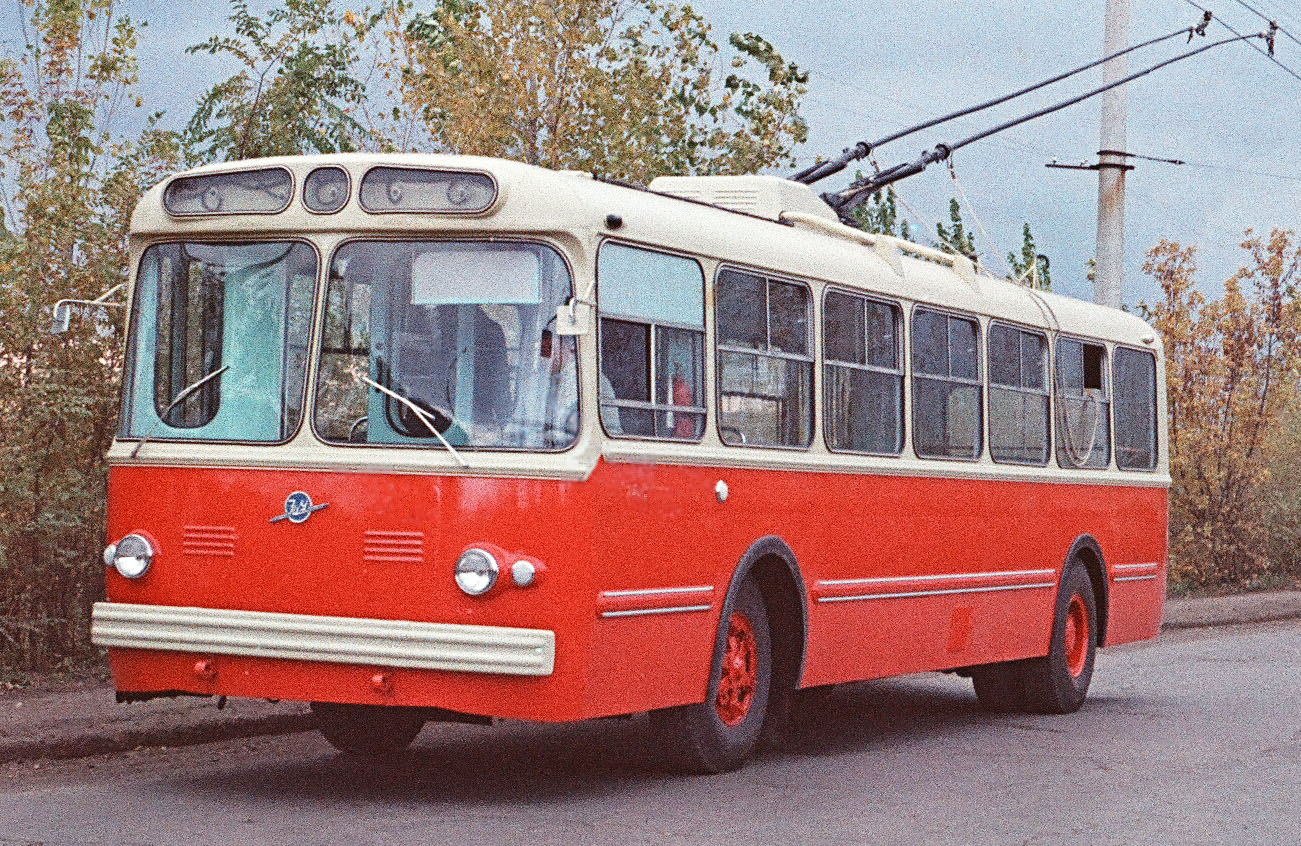
ЗіУ-5 біля заводу «Тролза»

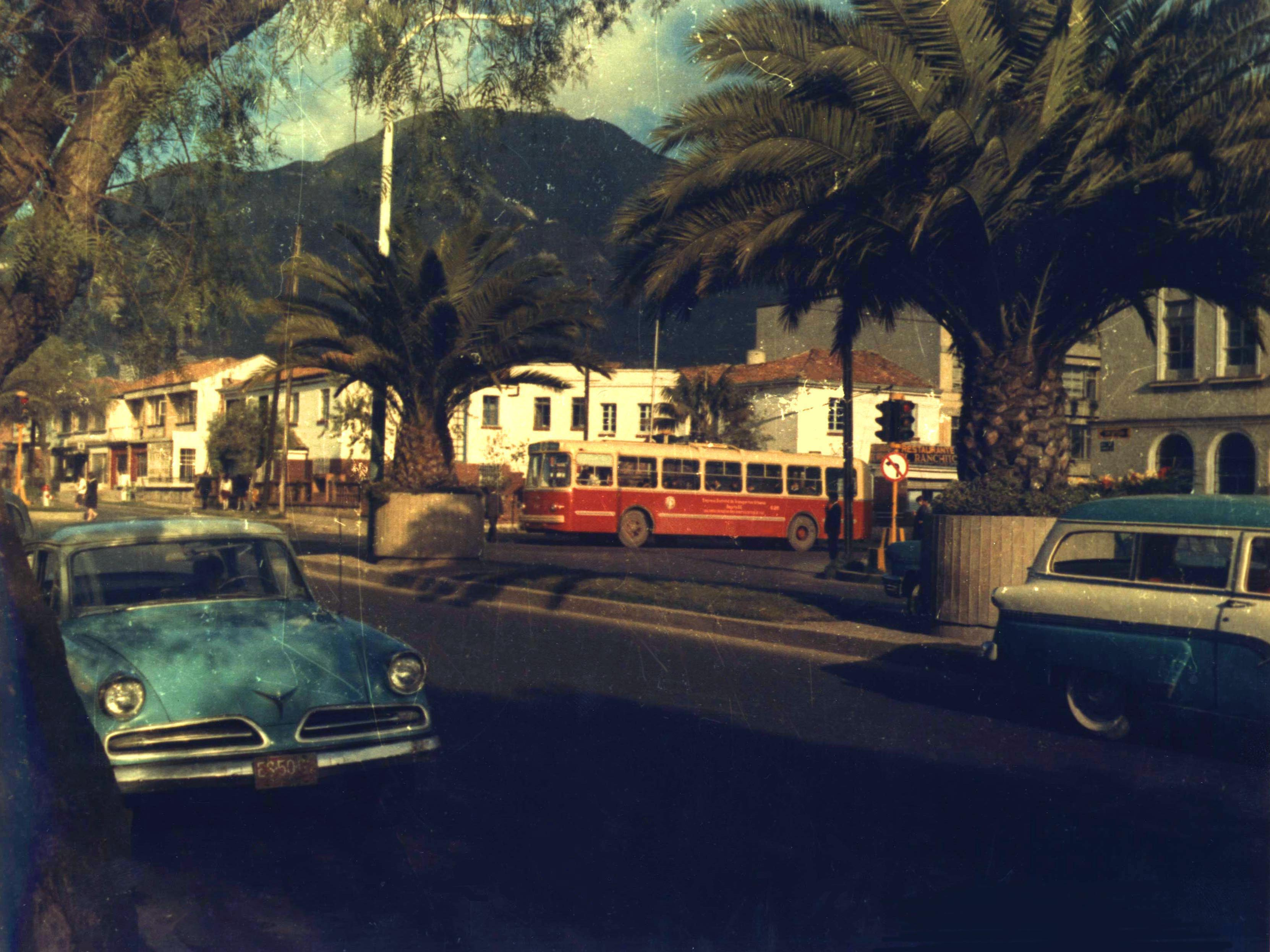
ЗіУ-5 у Колумбії

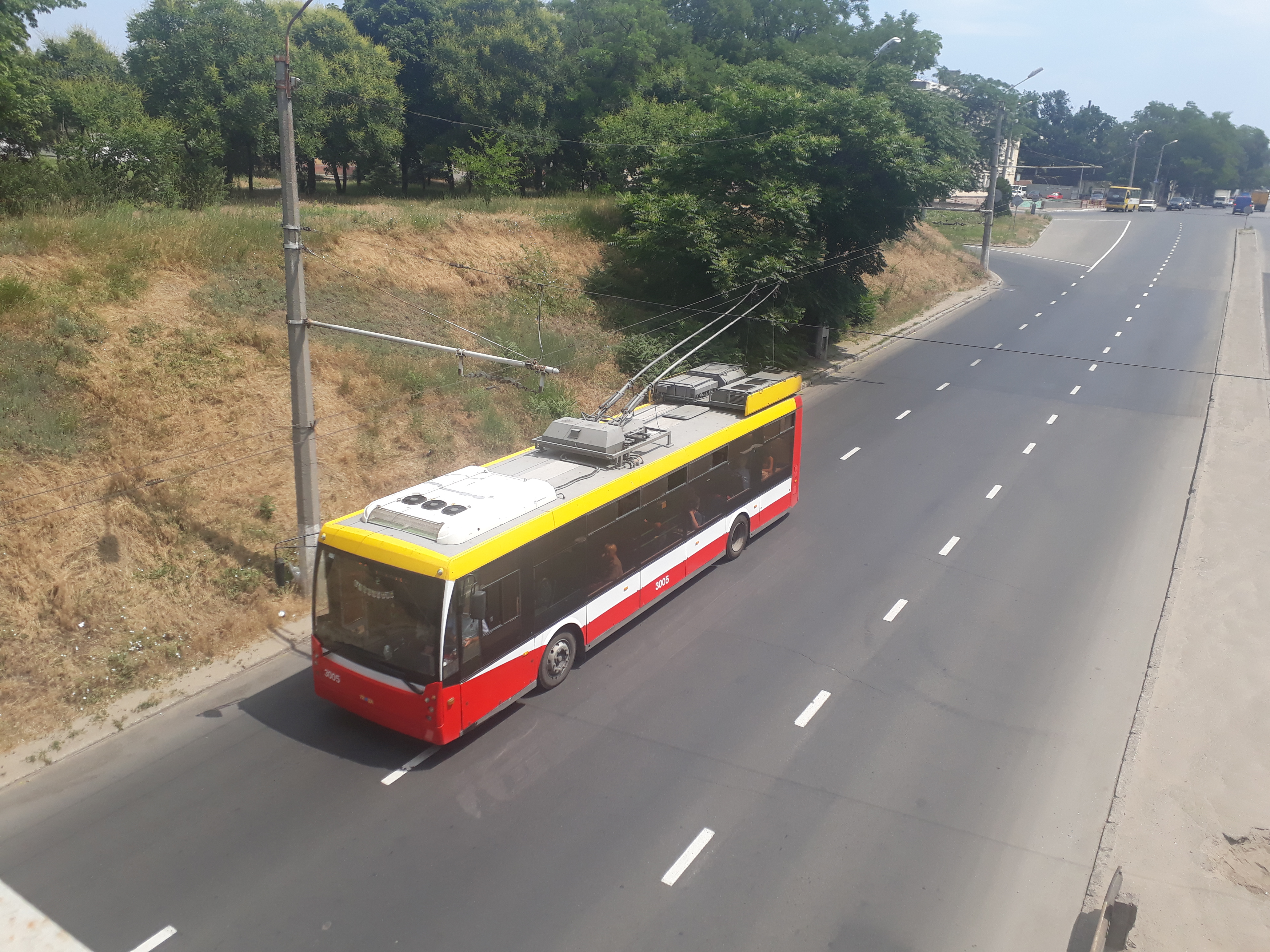
Тролза-5265.00 «Мегаполіс» в Одесі

Завод був заснований 1868 року, випускав вагони і дрібні судна.
З 1950-х років розпочався випуск серійних тролейбусів МТБ-82. У той же час отримав назву «ЗіУ», повністю — Завод імені Мойсея Урицького
1993 рік — завод імені Урицького перейменований на «Тролейбусний завод», в документах зазначався як «Тролза».
1996 рік — виготовлений дослідний зразок тролейбуса Тролза-6206 «Мегаполіс», призначений для перевезення пасажирів на тролейбусних лініях з великим пасажиропотоком. Тролейбус має п'ятидверний кузов, вібропоглинаючу підлогу, тоновані вклеєне скло, примусову вентиляцію, електронне маршрутне табло.
1997 рік — система якості заводу сертифікована за міжнародним стандартом ISO 9001.
1998 рік — зареєстрований товарний знак «Тролза».
1999 рік — створено дослідний зразок тролейбуса Тролза-5275.00 зі зниженим рівнем підлоги. Паралельно розроблено дослідний зразок тролейбуса Тролза-5264.01 «Столиця» з елементами кузова зі склопластику і винесеним з-під підлоги на дах електроустаткуванням.
2000 рік — створено дослідний зразок тролейбуса з асинхронним двигуном Тролза 5264.02 «Слобода». Підприємство затверджено членом міжнародної асоціації АДМ і нагороджено призом «Підприємство року — 2000». Завод приступив до серійного виробництва першого тролейбуса зі зниженим рівнем підлоги ТролЗа-5275.0* «Оптіма».
2001 рік — підприємство перейменоване на ЗАТ «TROLZA», перехідні моделі ЗіУ-683 з 2001 року отримали назву «TROLZA», починається тотальна модернізація моделі ЗіУ-682 (з 2003 року з'являється ТролЗа 5264-01 «Столиця»), у 2009 році — «Дніпро Е187»).
2002 рік — розроблена модель тролейбуса ЗіУ-682Г-016.02, що має оновлений дизайн і винос електрообладнання на дах. Налагоджено серійне виробництво восьмимісних напівпричепів для перевезення легкових автомобілів.
2003 рік — розроблена модель тролейбуса ЗіУ-682Г-016.03, що відрізняється від ЗіУ-682Г-016.02 виконанням підстави кузова з відкритого профілю, що зробило його більш міцним і стійким до корозії.
2004 рік — перетворення заводу на ЗАТ «Тролза».
2005 рік — завод представив модель тролейбуса з низьким рівнем підлоги Тролза-5265 «Мегаполіс». У «Мегаполісі» рівень підлоги машини по висоті над проїзною частиною не перевищує 360 мм.
2006 рік — тролейбус «Мегаполіс» отримує золоті нагороди міжнародних виставок «Транссиб-Експо-2006» та «АвтоСиб-2006». На базі даної моделі створюється зчленований тролейбус особливо великої місткості Тролза-6206.
2008 рік — створюється перший екологічно чистий автобус з гібридною силовою установкою на базі тролейбуса моделі «Мегаполіс».
2011 рік — створюється перший дослідний зразок електробуса «Тролза-52501» з нічною підзарядкою.
2013 рік — за підсумками року підприємство визнано Міністерством промисловості і торгівлі Росії кращим експортером в галузі серед підприємств автомобільної промисловості Росії за категорією «Моторні транспортні засоби для перевезення понад 10 осіб».
2014 рік — початок серійного виробництва електробусів з динамічною підзарядкою.
2017 рік — поставлено понад 200 одиниць електробусів з динамічною підзарядкою у Севастополь, Сімферополь, Санкт-Петербург, Тулу, Нальчик, Кордову, Росаріо). Компанія брала участь у державній програмі підтримки несировинного експорту та отримала право на розміщення товарного знаку «Russian Exporter» на своїй продукції.
29 серпня 2019 року — банк «Росія» подав до Арбітражного суду Саратовської області заяву про банкрутство ЗАТ «Тролза».
2020 рік — завод повністю відмовився від випуску тролейбусів. Перспектива відновлення виробництва техніки під маркою Trolza невідома, ймовірно, що підприємство якщо і відновить роботу, то вона буде пов'язана з іншою діяльністю. На території заводу на правах оренди діє дочірнє підприємство «ПК Транспортні системи» — «Енгельський завод електротранспорту», що займається проєктуванням та штучним виробництвом тролейбусів на заводському обладнанні.
У червні 2020 року стало відомо, що найбільший в Росії тролейбусний завод остаточно закритий.

## Моделі тролейбусів TROLZA

### Поширення
Тролзи та ЗіУ курсували і курсують у переважній більшості у містах Росії. Нові TROLZA поширені у Енгельсі, Саратові, Орлі, Москві та у багатьох інших містах Росії, ЗіУ мали найбільші обсяги експорту, курсували у більшості країн СНД, та навіть відсилалися до Аргентини (зчленований ЗіУ-683). TROLZA у переважній більшості експлуатуються в містах Росії. 2009 року в Україну — до Одеси надійшли 16 одиниць моделі Тролза-5265 «Мегаполіс» (№ 3001—3016), що має назву «Мегаполіс». Найстаріші ЗіУ в Україні перебувають у Харкові.

### ЗіУ

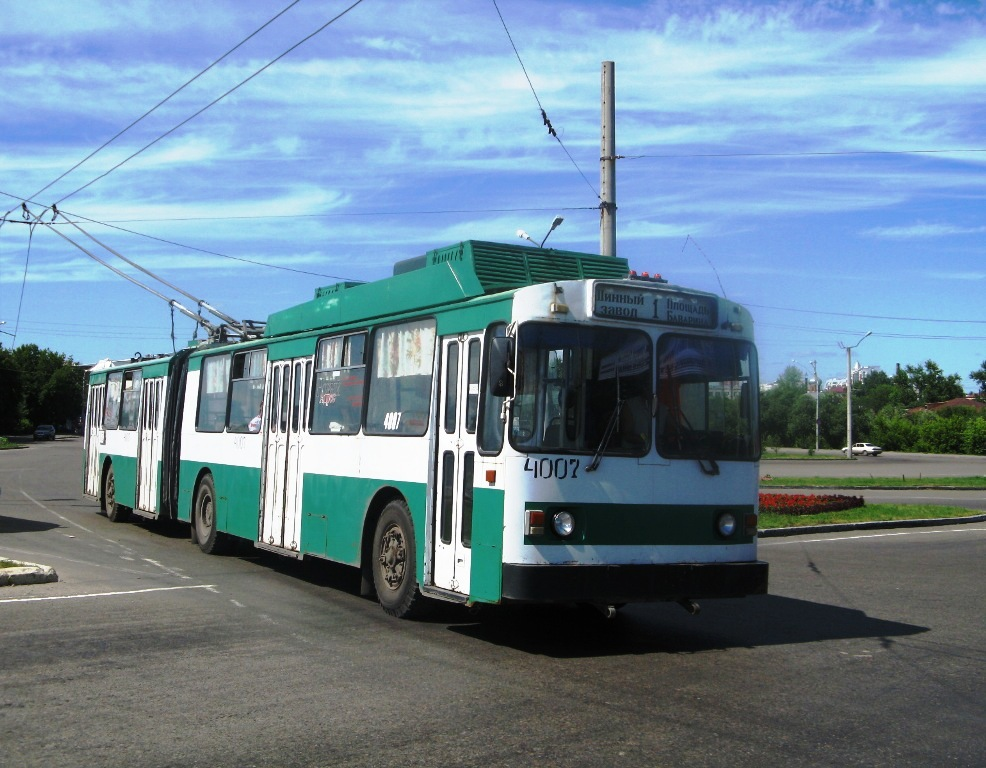
ЗіУ-683 в Барнаулі

- МТБ-82 — 9-метрова модель випуску 1950-х років, свого часу була широко поширена у СРСР. Нині кілька моделей перебувають у тролейбусних музеях Москви. Ця модель була використана для проєкту створення московського зчленованого тролейбуса СВАРЗ-ТС.
- ЗіУ-5 — 10-метровий тролейбус, випускався до 1970-х років.
- ЗіУ-7 — експериментальний тролейбус, серійно не випускався.
- ЗіУ-682 (ЗіУ-9) — 11-метровий тролейбус, що за своїм компонуванням нагадував сучасні. Був дуже поширений на теренах СРСР і випускався у кількості, не менше ніж 10000 примірників. Його габарити 11840×2500×2980, місткість до 95 осіб і швидкість до 72 км/год. Ця модель мала безліч модифікацій які вдосконалювалися з кожним роком виробництва. Останнім варіантом ЗіУ-9 став Дніпро Е187, спільний українсько-російський проєкт.
- ЗіУ-683 (ЗіУ-10) — відомий зчленований російський тролейбус, створений як заміна СВАРЗ-ТС, випускався з 1978 по 2001 роки. Мав модифікації ЗіУ 683БОО і ЗіУ 683БО1. Його габарити 17500×2500×3130, використовує або тиристорно-імпульсну систему керування, або резисторно-контакторну. Його місткість 165 осіб, тролейбус двосекційний, має вдале планування місць та конструкцію. Має двигун Динамо ДК-211БМ, розганяється до 50—60 км/год (залежно від завантаження). Його прямий наступник ЗіУ-6205 з фактично усіма його деталями був запущений у виробництво у 1995 році.
- ЗіУ-11 — експериментальний тролейбус, серійно не випускався.

### TROLZA

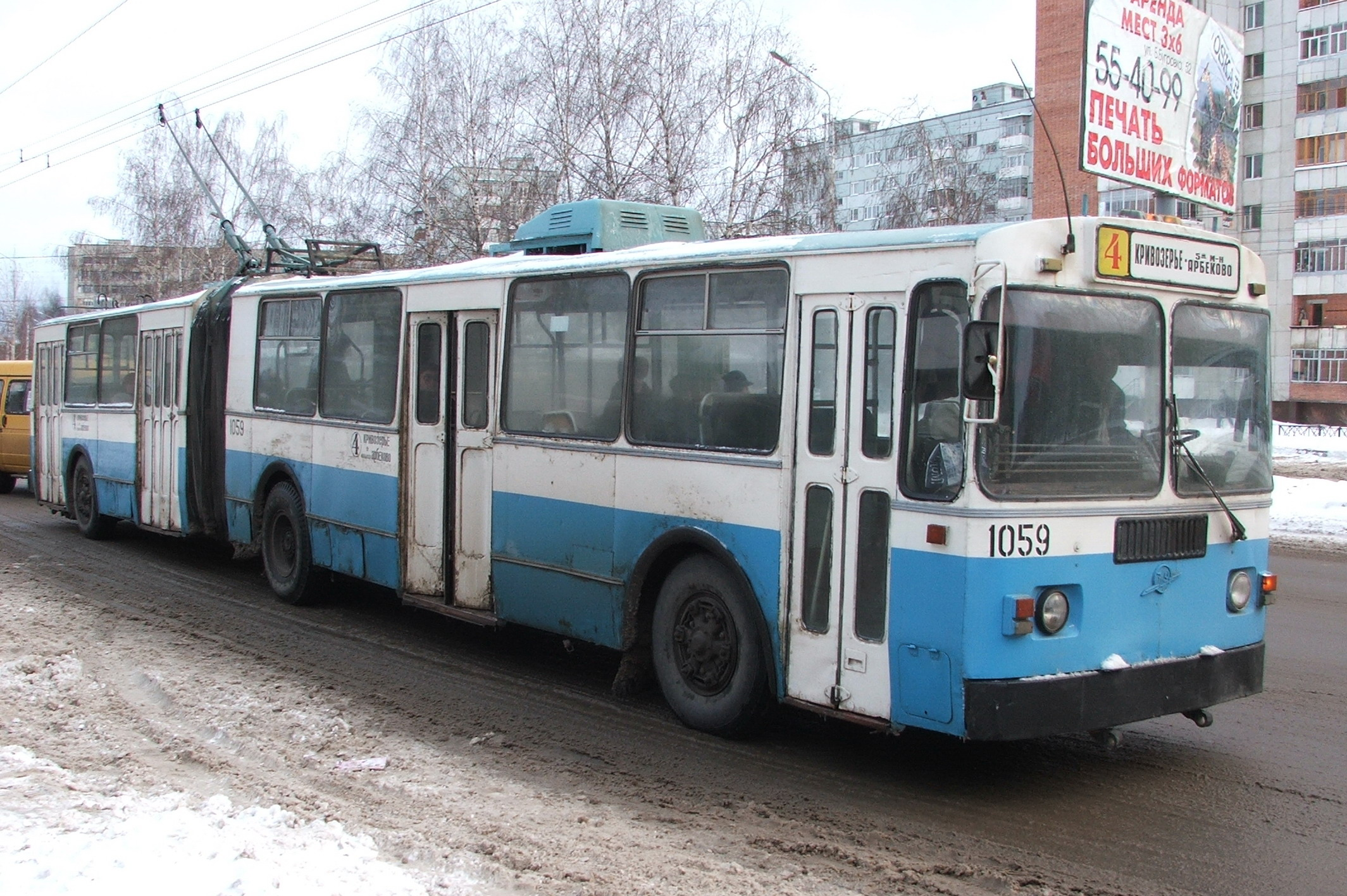
TROLZA 6205 у Пензі

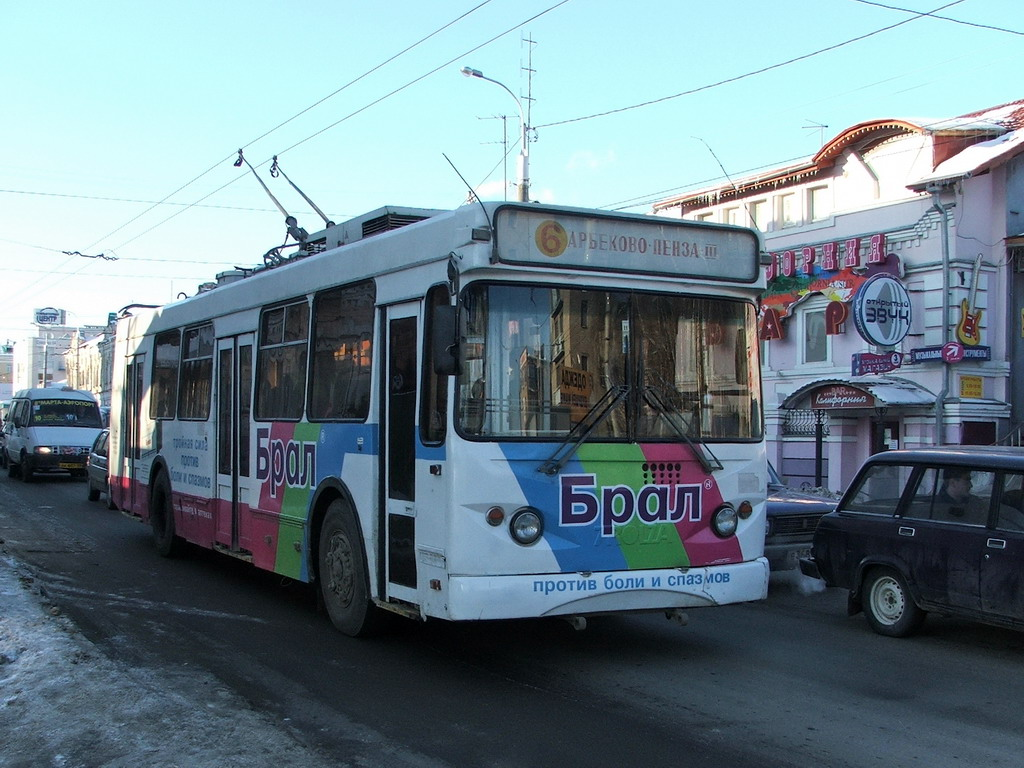
Тролза-5265 «Мегаполіс» у Пензі

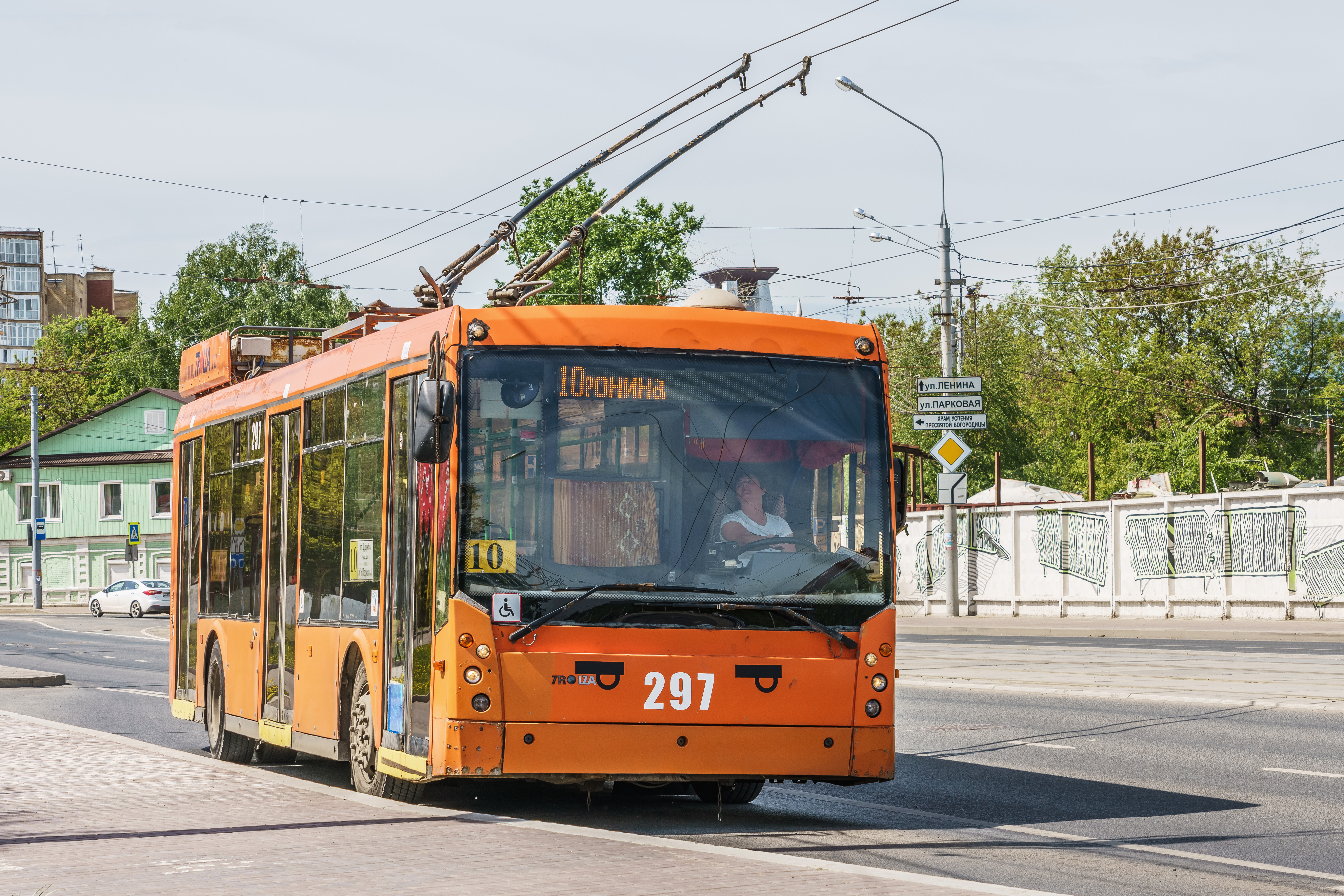
Тролза-5265 «Мегаполіс»

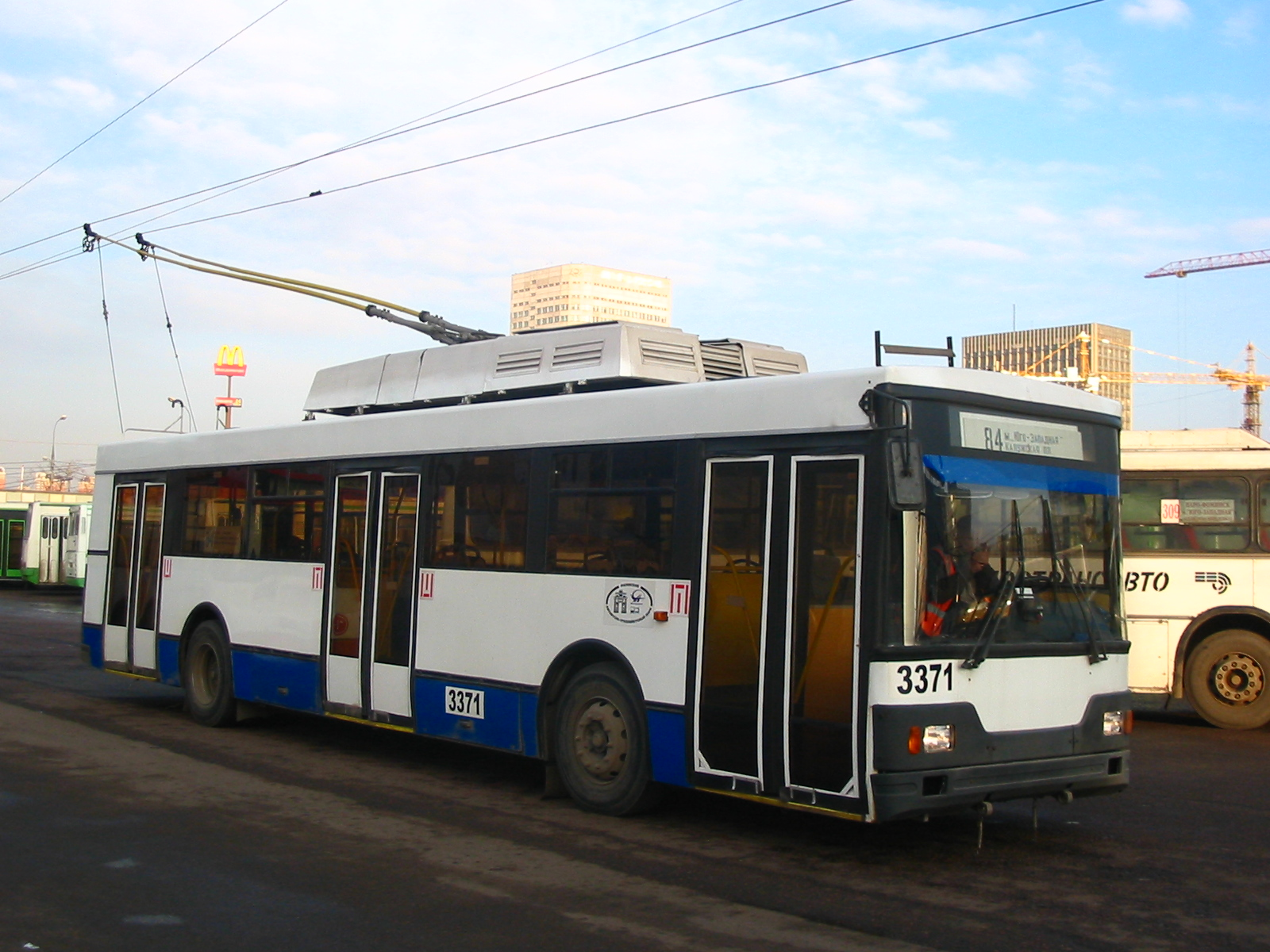
Тролза 5275.05 «Оптіма»

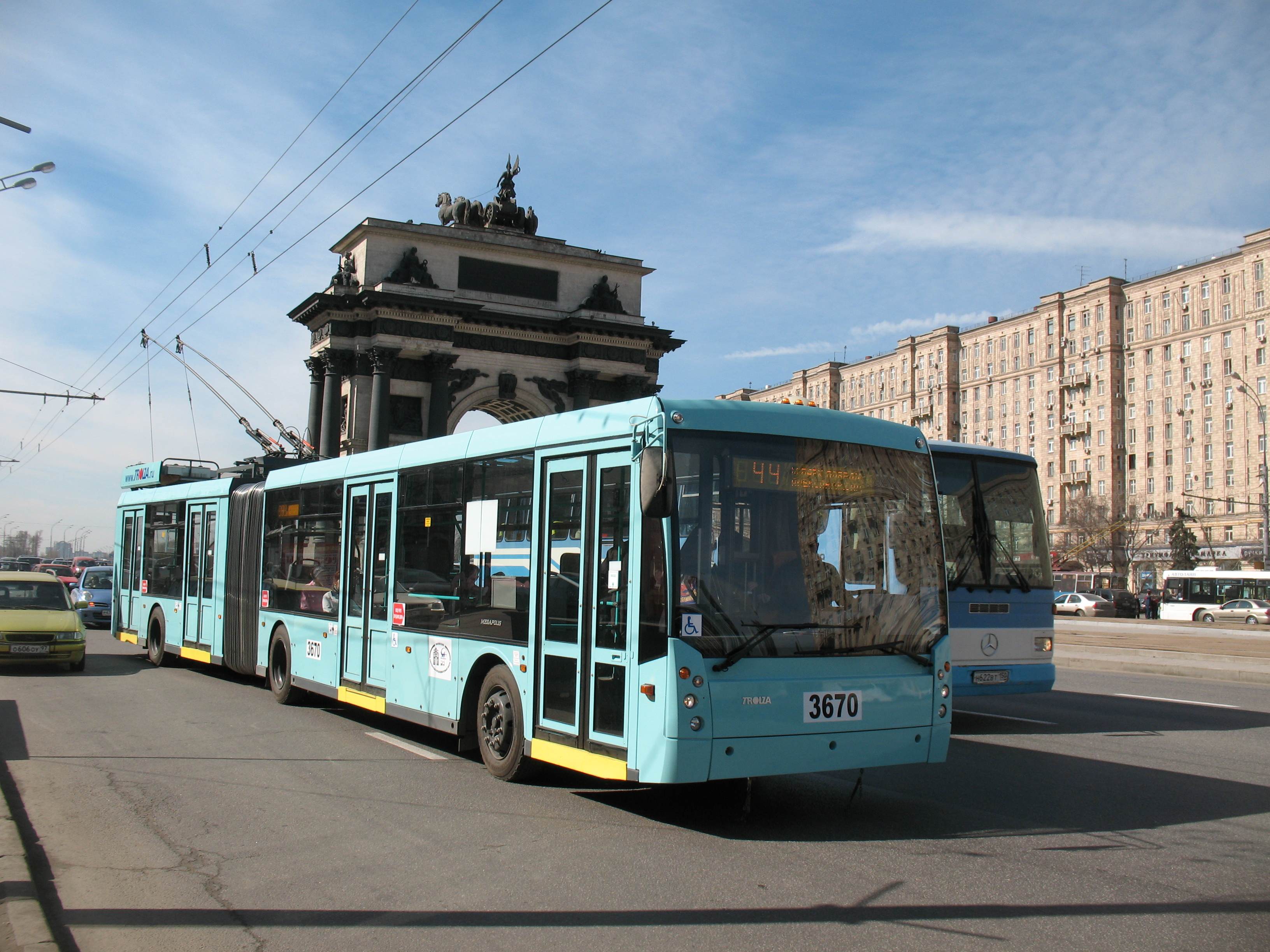
Тролза-6206 «Мегаполіс»

- Тролза-6205 (ЗіУ-6205) — зчленований тролейбус, що випускався у 1995—2002 роках. Наприкінці 1990-х років існувала як модифікація ЗіУ-683, після перейменування заводу на TROLZA отримав нову назву «TROLZA-6205», хоча загалом був уніфікований із ЗіУ. У модельних списках часто фігурував як ЗіУ, відносно стара модель протрималася на конвеєрі усього рік. Цей тролейбус змодельований з ЗіУ-683БОО, проте оснащений набагато довговічнішими та новішими матеріалами, збільшилася кількість сидячих місць до 50 штук, пасажиромісткість до 116 осіб (ЗіУ-683 мав здатність вмістити до 164 пасажирів). Тролейбус має двигун Динамо ДК-211 від ЯМЗ, потужністю 170 кіловатів, максимальна швидкість 70 км/год (порожній). Модель має можливість бути модифікованою та значно оновленою з новими деталями та кузовом. Кузов покрито цинком та сталлю, система керування реостатно-контакторна. Переважна більшість проблем конструкції ЗіУ-683 були вирішені, окрім проблеми зі стійкістю кузова, заміни гофрової гармошки на металічну. Його наступник — тролейбус нового покоління TROLZA 6206 під назвою «Мегаполіс». Також випускалася модифікація ЗіУ-6205.02, що отримала назву TROLZA 5205.02. Нині ці моделі майже не експлуатуються, за винятком декількох міст Росії, включаючи Москву.
- ТролЗа 5264-01 «Столиця» — 11-метровий тролейбус, що став також перехідним від ЗіУ-682 до TROLZA-5264. Загальний вигляд тролейбуса дуже не змінився, кузов став більш довговічним і розрахований на 18 років роботи. Застосовано транзисторну систему керування, тролейбус оснащений новими приладами та витрачає менше енергії, ніж реостатно-контакторний ЗіУ-682. Салон було істотно видозмінено та додано можливість підняття даху на кілька сантиметрів, вмонтовано пандус для перевезення інвалідів. Передні двері одностулкові, середні і задні — двостулкові. Сидячих місць у тролейбусі 30 штук, загальна пасажиромісткість 101 (разом з кондуктором). Кабіна водія була модернізована новою системою рульового керування, вогнегасником, відокремленими дверима та іншими можливостями тролейбуса. Потужність двигуна 115 кВт, максимальна швидкість 50—70 км/год залежно від завантаження.
- ТролЗа 5264-02 «Слобода» — 12-метровий тролейбус нового типу виробництва TROLZA, випускався з 2003 року. Використовується переважно у Саратові та Енгельсі. Тролейбус третього покоління, низький по даху і має нехарактерний загальний вигляд. Ширина — 2,53 м, висота — 3,28 м. Повністю вагонного компонування, з роздільними вікнами та трьома двостулковими дверима. Двигун розміщено спереду, 4×2 передні фари «розкидані» на передній частині, на ньому ж відкидний капот. Лобове скло непанорамне, склоочисники важільні. Бокові вікна міцні, затоновані чорною плівкою. Тролейбус оснащений пандусами, сидінь 25 штук, загальна пасажиромісткість до 100 осіб. Комплект тягового електроустаткування дуже громіздкий, оскільки повністю винесений на дах. Система керування тиристорно-імпульсна (ТІСК), дозволяє економити на 30 % витраченої енергії більше аніж «реостатно-контакторними» тролейбусами. Зовнішня обшивка зі склопластику, підвищена антикорозійна стійкість кузова. Ресурс кузова не менше аніж 20 років роботи. Максимальна швидкість до 85 км/год. Також оснащений електронними маршрутовказівниками.
- Тролза-5265 «Мегаполіс» — 12-метровий низькопідлоговий тролейбус, виробляється серійно з 2005 року. Отримав назву «Мегаполіс» мабуть, через добру придатність до експлуатації у великих містах. Тролейбус має тип вагонного несучого кузова. Обшивка тролейбуса зроблена з цинку та захищена від корозії тонким шаром металу, також має захист від деградації обшивки, строк служби 20 років. Має транзисторну систему керування та м'яке гальмування/розгін, підвіска пневмо-важільна, також тролейбус має спеціальні амортизатори на гальмах та антиблокувальну систему ABS. Знаний за підвищений комфорт перевезення пасажирів та зручні місця, щоб стояти й обладнані тримачами шкіряні ручки. Посередині салону має спеціальну площадку (у районі середніх дверей) та два місця для пасажирів-інвалідів, а також тримання інвалідних візків. Такі сидіння обладнані кнопками виклику до водія. Модель надає можливість змінити дизайн передньої частини і деяких деталей кузова, встановити інший двигун. Обладнаний аварійними системами опалення і освітлення, кондиціонування з клімат-контролем або примусовою вентиляцією через люки. Загальна пасажиромісткість до 100 осіб, двигун ДК-211, максимальна швидкість до 60 км/год (повний), 85 км/год (пустий). Тролейбус знаний за незвичний дизайн кузова, (зокрема «розкидані» фари) і комфортабельність, що є значним достоїнством моделі. З нього проєктувалася зчленована модель Тролза-6206. Переважна більшість машин працює у Росії, 16 екземплярів їздять в Одесі.
- Тролза-5275.00 — 12-метровий тролейбус, що випускався на TROLZA з 2003 по 2005 роки. Всього виготовлено 50 екземплярів. Найімовірніша причина зняття з виробництва — недосконалість конструкції та невдале планування. Кузов тролейбуса цільнометалічного вагонного типу, обшивка тролейбуса покрита шаром оцинкованої сталі, що унеможливлює швидку деградацію кузова, тому строк служби кузова тролейбуса досягає 15-20 років, дах та металічна обшивка тролейбуса зроблені з інтегрованих панелей. Тролза-5725 — єдина з сучасних моделей ЗАТ «ТролЗа», що має високу підвіску яка знаходиться на висоті 60 см над рівнем дороги. Підвіска пневматична залежна двоступінчаста (відповідає за одну з двох осей), передня і задня мають по 4 реактивні штанги, задня має 4 амортизатори, передня — 2; встановлена антиблокувальна система WABCO. Задній міст та задня частина тролейбуса виробництва RABA. Салон тролейбуса має чимало відмінностей від наступників — високопідлоговий тролейбус має по 2 сходинки на передніх і середніх двостулкових дверях і 3 на задніх. Формула дверей 2—2—2. У салоні розміщено 40 пасажирських крісел та 60 стоячих місць. Вікна можуть бути тоновані. У салоні є 2 продувні люки, які відкривають самі пасажири. Привод двостулкових дверей — електропневматичний. Кабіна водія від наступників майже не відрізняється — кермо CSEPEL-D-500.34.3520-910 з гідро-підсилювачем і електродинамічні гальма WABCO, що мінімізують гальмівний шлях тролейбуса з великої швидкості. Кермові тяги має від «CSEPEL», тяговий двигун знаходиться на задньому звісі. Лобове скло розділено навпіл та очищуються важільними склоочисниками у 3 режимах. Є функція змивання скла. Як і TROLZA Optima має одинарні передні фари та одинарні показники поворотів що дві дублюються з кожного боку. Шини дискові розміром 295/80 R та відстанню від протектора до ободу у 22,5 см. Швидкість тролейбуса 75 км/год. Також можна встановити дизельний двигун потужністю 50 кВт, систему блокування ходу з відкритими дверима і систему проти угону.
- Тролза-5275.05 «Оптіма» — 11-метровий тролейбус, що виробляється Тролзою з 2005 року. Курсує виключно у Росії, найбільше їх у Москві (близько 150 штук), 40 тролейбусів курсують у Саратові і по 5—15 штук у більшості міст Росії. На відміну від новітніх тролейбусів TROLZA не має особливого дизайну та має цілком квадратний кузов. Низькопідлоговий, хоча має сходинки до салону з самого заду. Має низьку пневматично-залежну важільну двоосну підвіску від Raba, що має гідравлічні амортизатори, антиблокувальну систему ABS, антибуксувальну AWB і гальмівну від WABCO, завдяки яким гальмує і розганяється плавно. Вікна за замовленням безпечні та тоновані (не клеєні). Салон створено з підвищеним комфортом — сидячих крісел від 28 до 30 штук та багато поручнів зі сталевої труби (2 крісла зроблені для перевезення інвалідів), влаштованих на висоті ~ 1,7 м, загально тролейбус вміщує 96 осіб без урахування водія та кондуктора. В салоні встановлено гучномовці, через які водій чи кондуктор оголошує назви зупинок. Для кондуктора виділено спеціальне місце у середній частині тролейбуса. Освітлюється плафоновими лампами на три режими: повний (коли освітлення увімкнене на повну потужність), частковий (коли освітлюється або частина тролейбуса, або не на повну потужність) і аварійний. Також має здатність рухатися назад зі швидкістю 20 км/год і бути обладнаним електронними маршрутовказівниками. Система керування тиристорно-імпульсна, система рульового керування CSEPEL. Кузов оббитий склопластиком або залитий сталевими панелями без оббивки склопластиком, розрахований на щонайменше на 15 років роботи, також можна встановити додаткові люки, поручні і клімат-контроль. Обладнаний двигуном ДК-213, максимальна швидкість руху тролейбуса 75 км/год. Має назву «Оптіма», надане через комфортність перевезення.
- Тролза-6206 «Мегаполіс» — 18-метровий зчленований тролейбус нового покоління, що виробляється TROLZA з 2007 року на основі Тролза-5265 під тією ж назвою «Мегаполіс». Його загальна пасажиромісткість — 160 осіб. Має низьку пневматичну важільну підвіску, пов'язану із автоматичними регуляторами гальмівної системи, керівна частина встановлена у задній частині тролейбуса, що дає можливість керувати як першою, так і другою секціями, підвіска здатна до кнілінгу. Гармошка, що з'єднує секції між собою металічна, виробництва HUBNER HNGK, що дозволяє її блокуванню. З'єднується сталевими тросами. Обшивка тролейбуса зроблена із цинку, що запобігає деградації кузова, відповідно термін нормальної служби тролейбуса може добігати до 20—30 років. Салон тролейбуса  не дуже відрізняється від TROLZA 5265, так, стиль салону 12-метрової Тролзи лишився незмінним — у першій секції лишилися 21 сидіння підвищеного комфорту, формула двостулкових дверей 2—2—2—2. У першій секції 2 двері, кабіна водія відокремлена від салону і має додаткові двері — передні з перших двостулкових. Також можливо встановити 5-ий комплект дверей. Двері мають товсті нетоновані вікна. У салоні є до 52 сидячих місць, також є 2 спеціальні місця для пасажирів-інвалідів, що обладнані кнопками виклику для водія. Тролейбус має тоновані клеєні склопакети. Друга секція темніша від першої і менш містка — у ній 9 сидінь та дві двостулкові двері. У нижній частині може поміститися до 40-50 пасажирів. Гармошка тролейбуса не обмежує руху уздовж салону. У другій частині також встановлений генератор та двигун. Зовні тролейбус має характерний для TROLZA дизайн — панорамне лобове скло вигнуте зсередини, є 3 режими очищення скла очисниками і функція його омивання піною. Фари розташовані одна над одною. Покажчики повороту дублюються 3 габаритними вогнями з кожного боку. Над кабіною встановлено 3 червоні ліхтарі для позначення довгомірного транспортного засобу, що вмикаються при повному завантаженні тролейбуса. Оснащений двигуном ДК-213 потужністю 170 кВт, здатен їхати зі швидкістю 80 км/год (порожній).

## Цікаві факти
- У США є компанія з однойменною назвою «Trolza», проте вона не займається тролейбусами[6].
- Тролейбус ЗіУ-682, що збирався на Тролзі, був найпоширенішим у світі, загалом було виготовлено близько 42  000 тролейбусів.